# Test Cramptona
Test Cramptona – próba służąca do oceny wpływu autonomicznego układu nerwowego na układ krążenia, pośrednio wskazujący na wydolność fizyczną (wytrenowanie) organizmu.
Test przeprowadza się mierząc ciśnienie tętnicze oraz tętno w pozycji leżącej oraz w chwilę po wstaniu. 
Osoba badana powinna leżeć przez 10 minut. Po tym czasie wykonuje się pomiar tętna i ciśnienia skurczowego (wciąż w pozycji leżącej). Następnie osoba badana wstaje i po 2 minutach w pozycji stojącej mierzy się tętno i ciśnienie skurczowe.
Indeks Cramptona oblicza się ze wzoru:
IC = 25 (3,15 + DTS * DPA/20 )
gdzie DTS jest różnicą ciśnienia skurczowego krwi, a DPA oznacza różnicę tętna.
Idealną wartością (rzadko osiąganą) jest IC=100. Za bardzo dobre uznaje się wyniki 95 i więcej. Dobre wyniki to IC w zakresie 80-94, dostateczne 65-79. Wyniki poniżej 65 świadczą o złej kondycji lub innych problemach zdrowotnych.
Test Cramptona nie nadaje się do przewidywania wydolności fizycznej osób starszych.